# Becedillas
Becedillas település Spanyolországban, Ávila tartományban. Becedillas Arevalillo, Zapardiel de la Cañada, Mesegar de Corneja, Tórtoles, Bonilla de la Sierra, Malpartida de Corneja és Collado del Mirón községekkel határos. Lakosainak száma 69 fő (2024).

## Népesség
A település lakosságának változását az alábbi diagram mutatja:
| Lakosok száma | 157  | 154  | 147  | 133  | 115  | 107  | 99   | 84   | 77   | 69   |
|               | 2001 | 2004 | 2006 | 2009 | 2011 | 2014 | 2016 | 2019 | 2021 | 2024 |